# Антуан Дестют де Трасі
Антуан Луї Клод Дестют де Трасі (фр. Antoine Louis Claude Destutt de Tracy; *20 липня 1754, Альє — †9 березня 1836, Париж) — видатний французький філософ, політик і економіст. Ввів у науковий вжиток термін «ідеологія».

## Біографія
Антуан Дестют де Трасі народився 20 липня 1754 в Князівстві Бурбон в сім'ї аристократів шотландського походження, предки яких переселилися до Франції ще в XV ст. Він навчався спочатку вдома, а потім у Страсбурзькому університеті, де виділявся своїми атлетичними навичками. Потім пішов у армію і за часів Французької революції вступив до лав установчих зборів Бурбона, де був призначений депутатом від дворянства. У парламенті він засідав разом зі своїм другом маркізом де Лафаєтом. Незабаром після повалення монархії у Франції, 10 серпня 1792 емігрував разом з Лафаєтом, але через деякий час повернувся. 2 листопада 1793 року був заарештований. У в'язниці він вивчав праці Кондільяка і Локка. Вийшов з в'язниці влітку 1794 року після падіння Робесп'єра.
За клопотанням Кабаніса, він став членом Академії моральних і політичних наук, яка була заснована у 1795 році.
При Наполеоні був призначений сенатором. Спочатку сприйняв правління Наполеона з натхненням, але потім розчарувався і разом з однодумцями перейшов у опозицію. У 1799 році Дестют де Трасі разом з Кабанісом став членом Комітету громадської просвіти. З 1808 року — членом Французької Академії. В епоху реставрації монархії став пером Франції, але продовжував залишатися в опозиції.
У 1832 році знову став членом відновленої Академії моральних і політичних наук.
Помер Антуан де Трасі 9 березня 1836 у Парижі.

## Філософія
Антуан де Трасі був останнім представником сенсуалістичної школи, яка виникла у Франції завдяки Кондільяку. Він довів сенсуалістичний принцип Кондільяка до логічного завершення. Поділяв погляди Кабаніса, проте увагу свою зосередив не на фізіології, а на психології людини. Згідно з його поглядами, ідеологія це наука про те, як свідомість виробляє ідеї з відчуттів. Крім відчуттів, джерелом ідей виступають пам'ять, судження і воля. Погляди на ідеї і їх сутність французький філософ виклав у своїй відомій праці «Елементи ідеології» (фр. Eléments d'idéologie).

## Основні праці
- M. de Tracy à M. Burke (1785-95)
- Quels sont les moyens de fonder la morale chez un peuple (1797-98)
- Analyse de l'Origine de tous les cultes, par le citoyen Dupuis, et de l'abrégé qu'il a donné de cet ouvrage (1799 ; 1804)
- Projet d'éléments d'idéologie à l'usage des écoles centrales de la République française (1800)
- Observations sur le système actuel d'instruction publique (1800)
- Principes logiques, ou Recueil de faits relatifs à l'intelligence humaine (1817)
- Traité de la volonté et de ses effets (1818)
- Traité d'économie politique (1822)
- Élémens d'idéologie (4 volumes, 1825-27)